# Формула-1 — Гран-прі Швеції
Гран-прі Швеції (англ. Swedish Grand Prix) — один з етапів чемпіонату Світу з автоперегонів у класі Формула-1. Проводився з 1973 по 1978 роки на трасі Андерсторп (Scandinavian Raceway). У першому Гран-прі Швеції здобув перемогу пілот McLaren Денні Г'юм, в останньому — Нікі Лауда (Brabham-Alfa Romeo).
У 1978 році шведський пілот Ронні Петерсон загинув у результаті аварії на Гран-прі Італії, після чого шведський парламент заборонив проведення автоперегонів на території Швеції.

## Переможці Гран-прі
Рожевим кольором позначені перегони, які не були частиною чемпіонату Світу з Формули-1.
| Рік         | Пілот          | Конструктор        | Траса         | Результат     |
| ----------- | -------------- | ------------------ | ------------- | ------------- |
| 1978        | Нікі Лауда     | Brabham-Alfa Romeo | Андерсторп    | Результат     |
| 1977        | Жак Лаффіт     | Ligier-Matra       | Андерсторп    | Результат     |
| 1976        | Джоді Шектер   | Tyrrell-Ford       | Андерсторп    | Результат     |
| 1975        | Нікі Лауда     | Ferrari            | Андерсторп    | Результат     |
| 1974        | Джоді Шектер   | Tyrrell-Ford       | Андерсторп    | Результат     |
| 1973        | Денні Г'юм     | McLaren-Ford       | Андерсторп    | Результат     |
| 1972 - 1950 | Не проводився  | Не проводився      | Не проводився | Не проводився |
| 1949        | Б. Біра        | Maserati           | Норра Врам?   | Результат     |
| 1948 - 1934 | Не проводився  | Не проводився      | Не проводився | Не проводився |
| 1933        | Антоніо Бривіо | Alfa Romeo         | Норра Врам    | Результат     |